# Bandar-e Genawe
Bandar-e Genawe (perski: بندرگناوه) – miasto w Iranie, w ostanie Buszehr. W 2006 roku miasto liczyło 59 291 mieszkańców w 12 548 rodzinach. Port nad Zatoką Perską.